# Élection des conseillers nationaux maliens de 2007
L’élection des conseillers nationaux s’est déroulée au Mali le 18 mars 2007. Les conseillers nationaux, siégeant au Haut Conseil des Collectivités, sont élus par les conseillers communaux à raison de huit dans chaque région et huit pour le district de Bamako. Les Maliens de l’extérieur élisent trois conseillers.
75 sièges étaient à pourvoir :	
| Régions           | Région de Kayes | Région de Koulikoro | Région de Sikasso | Région de Ségou | Région de Mopti | Région de Tombouctou | Région de Gao | Région de Kidal | District de Bamako | Maliens de l’extérieur | Total |
| ----------------- | --------------- | ------------------- | ----------------- | --------------- | --------------- | -------------------- | ------------- | --------------- | ------------------ | ---------------------- | ----- |
| Adéma             | 3               | 3                   | 3                 | 3               | 5               | 5                    | 4             | 4               | 2                  | 3                      | 32    |
| URD               | 2               | 1                   | 2                 | 2               | 2               | 2                    | 1             |                 | 1                  |                        | 13    |
| RPM               | 1               | 2                   |                   | 1               | 1               |                      |               | 1               | 2                  |                        | 8     |
| CNID              |                 | 1                   | 1                 | 1               |                 |                      |               |                 | 1                  |                        | 4     |
| PARENA            | 2               | 1                   |                   |                 |                 |                      |               |                 |                    |                        | 3     |
| MPR               |                 |                     |                   | 1               |                 |                      |               |                 | 1                  |                        | 2     |
| UDD               |                 |                     | 1                 |                 |                 |                      |               |                 |                    |                        | 1     |
| CDS-Mogotiguiya   |                 |                     | 1                 |                 |                 |                      |               |                 |                    |                        | 1     |
| Mouvement citoyen |                 |                     |                   |                 |                 | 1                    | 2             |                 |                    |                        | 3     |
| Indépendants      |                 |                     |                   |                 |                 |                      | 1             | 3               | 1                  |                        | 5     |
| Total             | 8               | 8                   | 8                 | 8               | 8               | 8                    | 8             | 8               | 8                  | 3                      | 75    |